# غرر
غَرَر در لغت به معنای خطر، نیرنگ و امری که مورد تعهد و اطمینان نباشد است و در اصطلاح فقه عبارت است معامله ای که به جهتی از جهات، نتیجه و پایان آن برای طرفین معامله یا یکی از آن‌ها مجهول باشد و در نتیجه احتمال ضرر و زیان وجود داشته باشد؛ به عبارت دیگر، معامله غرری، قرارداد و عقدی است که وضعیت و شرایط انعقاد آن برای یک یا دو طرف قرارداد زیان مالی به دنبال داشته و سبب ایجاد اختلاف و کشمکش بین آن‌ها خواهد شد.
معامله غرری به اتفاق فقهای تشیع و تسنن باطل است.

## اختلاف در معنای لغوی
در لغت نامه دهخدا آمده: غرر به معنی خطر، در هلاکت افتادن، چیزی که ظاهرش مشتری را گول‌زند و باطن آن مجهول باشد، و گفته‌اند آن است که بدون تعهد وثقت باشد. ازهری گوید: بیع غرر شامل بیوع مجهوله است که خریدار و فروشنده به کنه آن پی نمی‌برند، تا معلوم شود. از تاج العروس:بیع غرر یا بیع خطر، و آن مانند بیع ماهی در آب و مرغ در هواست، بیرجندی گوید: آنچه پایان و عاقبتش نامعلوم باشد آن را غرر نامند، و در مغرب گفته‌است که غرر خطری باشد که وجود و عدمش مشکوک است مانند فروختن ماهی در آب یا مرغ در هوا.
در هر حال اهل لغت برای غرر معانی متعدد ذکر کرده‌اند؛ مانند غفلت، خدعه، خطر، انجام کاری که در آن ایمنی از ضرر نیست، چیزی که مورد تعهد و اطمینان نیست، آنچه ظاهری پسندیده و باطنی ناپسند دارد، و به احتمال قوی، همگی معنای غیر حقیقی غرر هستند. این اختلاف در معنی باعث اختلاف در تعریف غرر شده‌است، لذا فقها تعاریف گوناگونی را در تعریف غرر آورده‌اند.
در حقوق انگلیس غرر با این عنوان‌ها آمده‌است است: «risk ; peril ; danger ; jeopardy ; hazard».
در قانون فرانسه عقد غرر به عنوان Contrat aleatoire مطرح گردیده، و «alea» معادل «احتمال و غرر» بیان شده‌است.

## حدیث غرر
مدرک اصلی قاعده نفی غرر، حدیث معروف: «نهی النبی عن بیع الغرر» می‌باشد. حدیث غرر از علی بن موسی الرضا از پدرانش از علی بن ابی طالب از پیامبر اسلام نقل شده با این مضمون که ایشان از معامله با مضطرّ و معامله غرری، مانند معامله‌ای که در آن کالا یا بهای آن نامشخص باشد، نهی کرده‌است.
این روایت هر چند به لحاظ سند ضعیف است، لیکن فقها مضمون آن را پذیرفته و آن را یکی از ادله قاعده غرر برشمرده‌اند.

## موارد غرر
موارد غرر در فقه اسلامی بی‌شمار است ولی می‌توان آن‌ها را در سه مورد ذیل خلاصه نمود:
1. مورد نخست آن‌جایی است که غرر از جهت عدم اطمینان به امکان تسلیم باشد به این معنی که کالا قابل تحویل دادن به مشتری نباشد، مانند فروش حیوان فراری و پرنده در هوا و ماهی در آب.
2. مورد دوم جایی است که خطر از جهت عدم اطمینان به تحقق وجود باشد یعنی وجود کالا مورد وثوق و اعتماد نباشد مانند فروش نطفه حیوان نر و بچه جنینی که در شکم حیوان است است.
3. مورد سوم جایی است که خطر از جهت جهل به مقدار یکی از عوضین یا جنس یا وصف آن باشد مثلاً مشتری به کمیت یا کیفیت کالا جاهل باشد.[۷]